# Lavinia Pârva
Lavinia Pârva (n. 24 noiembrie 1984, Timișoara) este o cântăreață și manechină română. A făcut parte din trupa Spicy, iar după ce trupa s-a destrămat și-a urmat cariera solo. A câștigat titlurile Miss Timișoara în 2000 și Miss Litoral în 2001, după care a semnat contracte cu câteva case de modă majore din România.
Din 2013 ea este într-o relație cu Ștefan Bănică Jr..

## Discografie
Albume

### Cu Spicy
- „Bikini Party"
- „Aroma dragostei"

### Solo
- "Doar eu" (2005)
- "Dragoste în secret"
- Honey Boy
- Romanian Girl

## Nominalizări și distincții
| An   | Eveniment                     | Categorie                   | Rezultat     | Note  |
| ---- | ----------------------------- | --------------------------- | ------------ | ----- |
| 2006 | Premiile muzicale MTV România | Cel mai bun artist debutant | Nominalizată | [ 4 ] |